# 파빌사그
파빌사그(/pabilsaŋ/)는 메소포타미아의 전승에서, 도시 이신의 수호신이다. 여신 니닌시나의 부군인 그는 라르크의 잃어버린 도시와 동일시 된다.
파빌사그의 니브루 여행은 니푸르를 여행하고 선물을 가진 신 엔릴을 만나는 파빌사그를 묘사하고 있으다. 그는 "다색의 다리를 가진 야생 황소"의 별칭을 수여받았다.
고대 바빌로니아의 문헌에 따르면, 파빌사그는 강기슭 근처에서 니닌시나와 결혼했다.
그는 궁수자리로 표현된다.

## 참조
- Michael Jordan, Encyclopedia of Gods, Kyle Cathie Limited, 2002
- Pablisag's journey to Nibru 보관됨 2012-02-05 - 웨이백 머신→파빌사그의 니브루 여행